# Cookley (Suffolk)
Cookley is een civil parish in het bestuurlijke gebied Suffolk Coastal, in het Engelse graafschap Suffolk. In 2001 telde het dorp 100 inwoners.